# Albert Bell
Albert Henry Bell (fl. XX secolo) è stato un calciatore inglese, di ruolo centrocampista.

## Carriera

### Club
Giocò nel Woking.

### Nazionale
Ha partecipato al 4º Torneo olimpico di calcio, nel quale ha vinto una medaglia d'oro.

## Palmarès

### Nazionale
- Oro olimpico: 1

Londra 1908